# Kjalnäsingasagan
Kjalnäsingasagan (isl. Kjalnesinga saga) är en av islänningasagorna. Den utspelar sig på sydvästra Island under första delen av 900-talet.

## Handling
Sagans hjälte är Bue Esjufostre, fosterson till trollkonan Esja. Vi får följa hans uppväxt, hur han skändar gudahovet i Kjalarnäs. Vidare om hans äventyr hos jätten Dovre i berget och om hans kamp med Harald Hårfagers blåman. Slutligen blir han hövding på Island. Han dör i en brottning med sin och Dovres dotters son Jökul.

## Tillkomst, manuskript och översättning
Sagan skrevs under den första delen av 1300-talet. Den finns bevarad i en pergamentshandskrift (AM 471 qu.) från senare hälften av 1400-talet. Den trycktes först i Hólar år 1756 i samlingen Ágætum fornmanna sögum.
Sagan är översatt till svenska av Åke Ohlmarks (1962).